# Macrocarpaea rugosa
Macrocarpaea rugosa är en gentianaväxtart som beskrevs av Julian Alfred Steyermark. Macrocarpaea rugosa ingår i släktet Macrocarpaea och familjen gentianaväxter. Inga underarter finns listade i Catalogue of Life.